# Стадион имени Богдана Маркевича
Стадион имени Богдана Маркевича (укр. Стадіон імені Богдана Маркевича) — футбольный стадион в городе Винники Львовской области

## История
Стадион в Винниках был построен и открыт ещё в 1930-х годах. В 1960-х годах была построена главная трибуна арены. В 2003 году при содействии известного футбольного тренера Мирона Маркевича и президента харьковского футбольного клуба «Металлист» Александра Ярославского было начато восстановление футбольного стадиона в Винниках. Тогда же стадиону присвоено имя Богдана Маркевича, футбольного тренера и известного деятеля винниковского футбола, отца Мирона Маркевича. Первоначально стадион отстраивался как одна из баз ФК «Металлист» и база футбольной школы Мирона Маркевича. Также стадион стал домашней ареной ФК «Рух» (Винники).

## Описание
Сейчас стадион является полноценной спортивной базой с основным искусственным полем и двумя тренировочными, одно из которых имеет травяное покрытие. Стадион оборудован раздевалками и информационным табло. Поле стадиона освещается. Стадион является тренировочной базой для учеников футбольной школы Мирона Маркевича и футбольных клубов, которые приезжают на игры во Львов. В частности, длительное время на стадионе тренировались футболисты донецкого «Шахтёра», когда команда базировалась во Львове и принимала домашние матчи на «Арене Львов».